# Ủy hội châu Âu
Ủy hội châu Âu (tiếng Anh: Council of Europe, tiếng Pháp: Conseil de l'Europe) là một tổ chức quốc tế làm việc hướng tới việc hội nhập châu Âu. Ủy hội được thành lập năm 1949 và có một sự nhấn mạnh đặc biệt trên các tiêu chuẩn pháp lý, nhân quyền, sự phát triển dân chủ, pháp quyền và việc hợp tác văn hoá.
Ủy hội có 47 quốc gia thành viên với khoảng 800 triệu công dân. Ủy hội khác biệt với Liên minh châu Âu (EU) nơi có các chính sách chung, các luật ràng buộc và chỉ có 27 nước thành viên. Tuy nhiên 2 tổ chức cùng chia sẻ một số biểu tượng của châu Âu chẳng hạn như lá cờ châu Âu.
Các thiết chế theo luật định của Ủy hội là Uỷ ban Bộ trưởng bao gồm các bộ trưởng ngoại giao của mỗi nước thành viên, Hội đồng Nghị viện của Ủy hội châu Âu gồm các nghị sĩ từ Quốc hội của mỗi quốc gia thành viên, và Tổng thư ký đứng đầu nha thư ký của Ủy hội châu Âu. Ủy viên Nhân quyền là một thiết chế độc lập trong Ủy hội châu Âu, được ủy nhiệm để thúc đẩy việc nhận thức và tôn trọng nhân quyền trong các quốc gia thành viên.
Các cơ quan nổi tiếng nhất của Ủy hội châu Âu là Tòa án Nhân quyền châu Âu, nơi thực thi Công ước châu Âu về Nhân quyền, và Ủy ban Dược điển châu Âu, cơ quan thiết lập các tiêu chuẩn chất lượng cho dược phẩm ở châu Âu. Việc làm của Ủy hội châu Âu đã dẫn tới việc lập ra các tiêu chuẩn, điều lệ và quy ước để tạo thuận lợi cho việc hợp tác giữa các quốc gia châu Âu và việc hội nhập nhiều hơn nữa.
Trụ sở của Ủy hội châu Âu đặt tại thành phố Strasbourg, Pháp. Ngôn ngữ chính thức của Ủy hội là tiếng Anh và tiếng Pháp. Uỷ ban Bộ trưởng, Hội đồng Nghị viện và Hội nghị Ủy hội châu Âu cũng sử dụng tiếng Đức, tiếng Ý, và tiếng Nga cho một số công việc của họ.

## Lịch sử

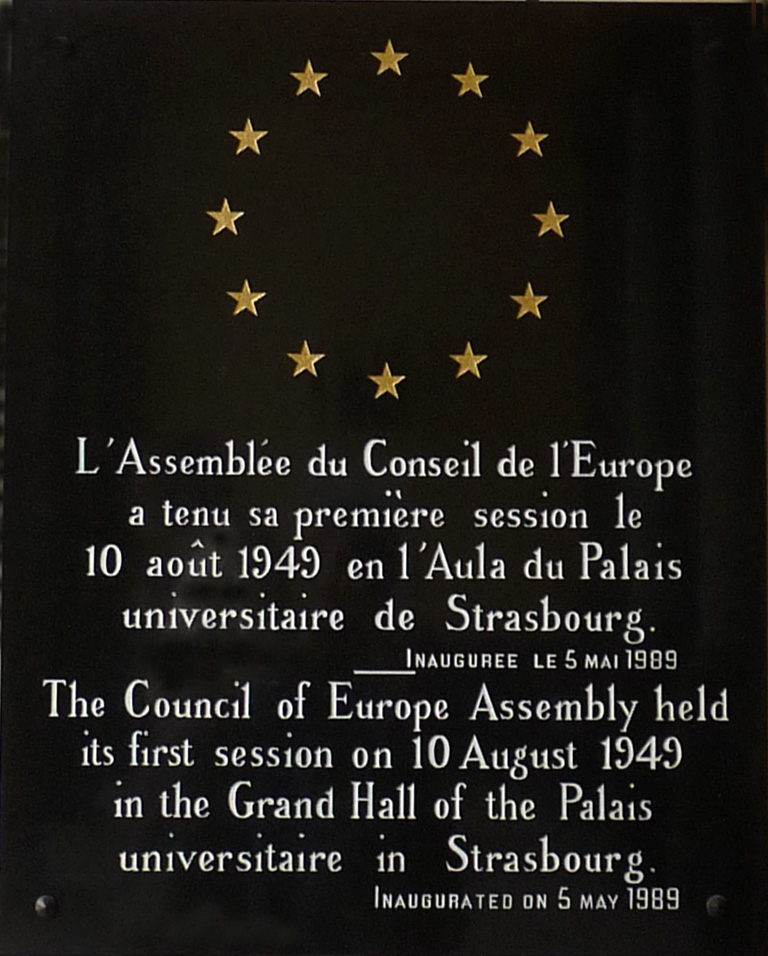
Tấm biển tưởng niệm khóa họp thứ nhất của Ủy hội châu Âu tại Hội trường lớn của Đại học Strasbourg

Năm 1945, vào cuối thế chiến thứ hai, châu Âu mang dấu vết của sự tàn phá chưa từng có và nỗi đau khổ của con người. Nó phải đối mặt với những thách thức mới về chính trị, đặc biệt là việc hoà giải giữa các dân tộc của châu Âu. Tình trạng này thuận lợi cho ý tưởng lâu nay về việc hội nhập châu Âu thông qua việc lập ra các thiết chế chung.
Trong bài diễn văn nổi tiếng ở Đại học Zürich ngày 19.9.1946, Sir Winston Churchill đã đòi có một Hiệp chúng quốc châu Âu (United States of Europe) và việc lập ra một Ủy hội châu Âu. Ông ta đã nói tới một Ủy hội châu Âu ngay từ năm 1943 trong một buổi nói chuyện truyền thanh với quốc dân. 
Cấu trúc tương lai của Ủy hội châu Âu đã được thảo luận tại một hội nghị chuyên biệt gồm hàng trăm chính trị gia hàng đầu, các đại diện chính phủ và xã hội dân sự tại Den Haag, Hà Lan, vào năm 1948. Có hai xu hướng khác nhau: một số ủng hộ một tổ chức quốc tế cổ điển gồm các đại diện của các chính phủ, trong khi những người khác ưa thích một diễn đàn chính trị gồm các nghị sĩ. Cả hai xu hướng cuối cùng đã kết hợp thông qua việc lập ra Ủy ban Bộ trưởng và Hội đồng nghị viện theo Quy chế của Ủy hội châu Âu. Cấu trúc kép liên chính phủ và liên nghị viện này sau đó được sao chép cho Cộng đồng châu Âu, NATO và Tổ chức An ninh và Hợp tác châu Âu (OSCE).

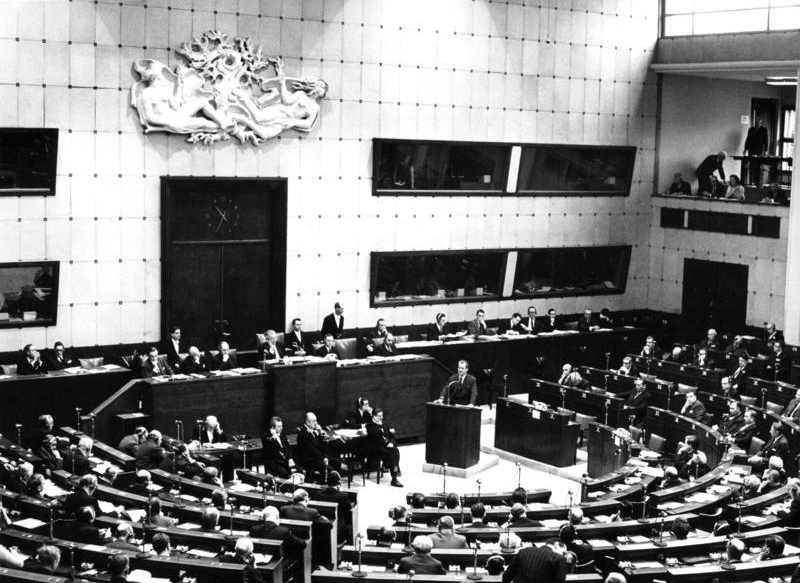
Khóa họp của Hội đồng Ủy hội châu Âu trong Dinh châu Âu cũ tại Strasbourg năm 1967

Ủy hội châu Âu được thành lập ngày 5.5.1949 bởi Hiệp ước London. Hiệp ước London hoặc Quy chế của Ủy hội châu Âu được 10 nước Bỉ, Đan Mạch, Pháp Ireland, Ý, Luxembourg, Hà Lan, Na Uy, Thụy Điển và Vương quốc Anh ký kết ở London vào ngày nói trên. Nhiều nước đã gia nhập tiếp, nhất là sau các chuyển tiếp dân chủ ở Trung Âu và Đông Âu trong đầu thập niên 1990. Ủy hội châu Âu hiện nay bao gồm mọi quốc gia châu Âu, ngoại trừ Belarus, Kazakhstan, thành Vatican và các nước bị công nhận hạn chế (chưa được nhiều nước công nhận).

## Mục tiêu và Thành tựu

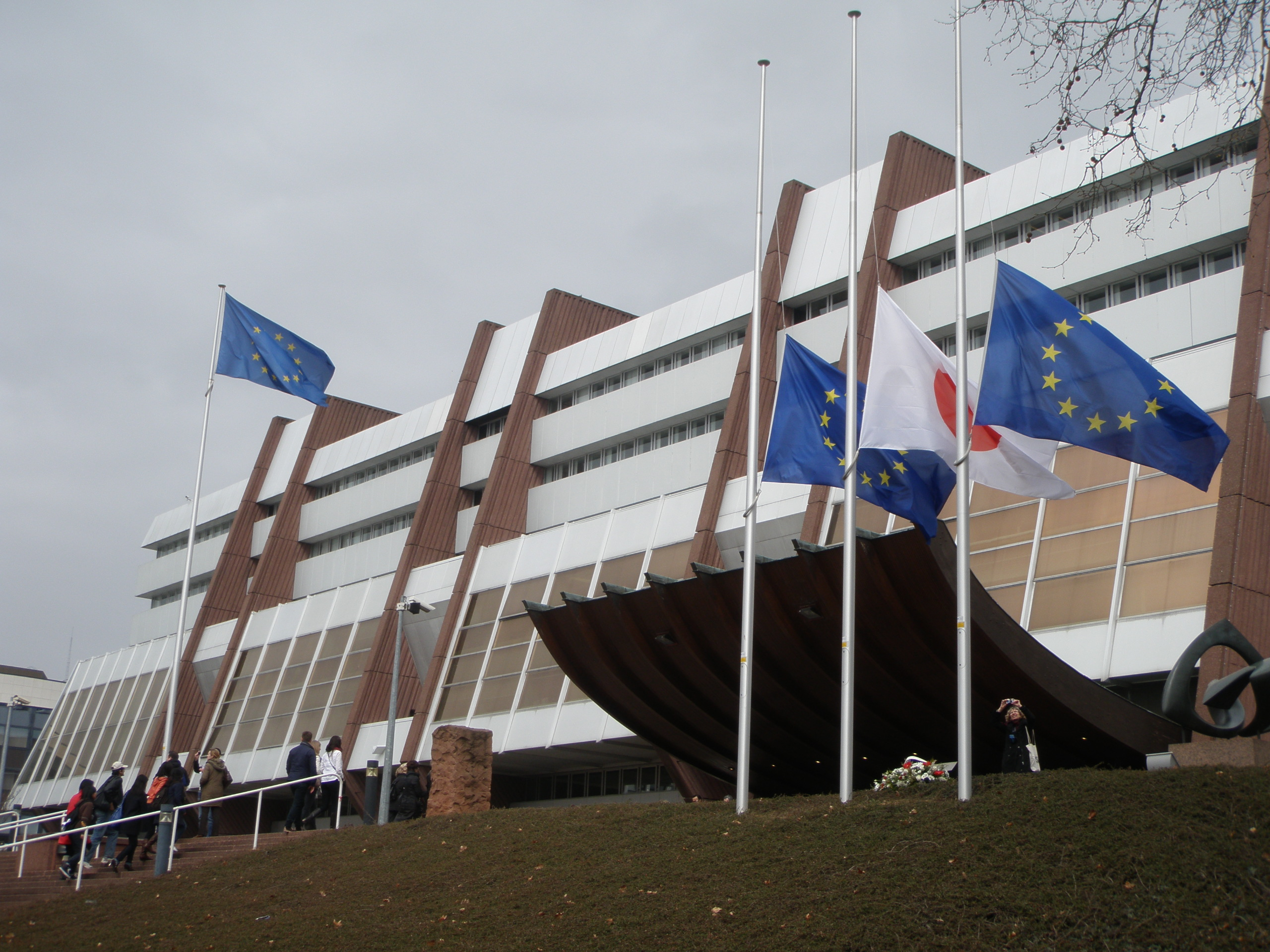
Quốc kỳ Nhật Bản trước Ủy hội châu Âu sau Động đất và sóng thần Tōhoku 2011

Điều 1(a) của Quy chế nói rằng "Mục tiêu của Ủy hội châu Âu là là đạt được một sự thống nhất lớn hơn giữa các thành viên của mình nhằm mục đích bảo vệ và thực hiện những lý tưởng và nguyên tắc là di sản chung, và tạo điều kiện cho sự tiến bộ kinh tế và xã hội". Do đó, chức hội viên được mở cho tất cả các nước châu Âu muốn tìm kiếm việc hội nhập châu Âu, chấp nhận các nguyên tắc pháp quyền và có khả năng cùng sẵn sàng bảo đảm dân chủ, các nhân quyền cơ bản và các quyền tự do.
Trong khi các nước thành viên của Liên minh châu Âu chuyển giao quyền hành pháp và lập pháp cho Ủy ban châu Âu và Nghị viện châu Âu trong các lĩnh vực chuyên biệt theo luật Cộng đồng châu Âu, thì các nước thành viên của Ủy hội châu Âu vẫn giữ chủ quyền của họ, nhưng tự cam kết thông qua các công ước (tức là công pháp quốc tế) và hợp tác trên cơ sở các giá trị chung và quyết định chính trị chung. Những công ước và các quyết định đó được triển khai bởi các nước thành viên làm việc cùng nhau tại Ủy hội châu Âu, trong khi luật thứ yếu của Cộng đồng châu Âu được lập ra bởi các cơ quan của Liên minh châu Âu.
Cả hai tổ chức hoạt động như những vòng tròn đồng tâm quanh các nền tảng chung cho việc hội nhập châu Âu, trong đó Ủy hội châu Âu hoạt động ở khu vực địa lý rộng hơn. Liên minh châu Âu có thể được xem như hoạt động ở khu vực địa lý nhỏ hơn, với mức độ hội nhập cao hơn thông qua việc chuyển giao các quyền lực từ cấp quốc gia cho cấp Liên minh châu Âu. Là một phần của công pháp quốc tế, các công ước của Ủy hội châu Âu cũng có thể được mở để ký với các quốc gia không là thành viên để tạo điều kiện cho việc hợp tác bình đẳng với các nước ngoài châu Âu (xem chương bên dưới).
Thành tựu nổi tiếng nhất của Ủy hội châu Âu là Công ước châu Âu về Nhân quyền, được chấp nhận năm 1950 theo một báo cáo của Hội đồng nghị viện của Ủy hội châu Âu. Công ước này lập ra Tòa án Nhân quyền châu Âu ở Strasbourg. Toà án này giám sát việc tuân thủ Công ước châu Âu về Nhân quyền và do đó có chức năng như là tòa án cao nhất châu Âu về nhân quyền và tự do cơ bản. Nếu một người châu Âu cho rằng các quyền cơ bản của mình bị một nước thành viên vi phạm, thì họ có thể kiện nước thành viên đó trước tòa án này.
Các hoạt động rộng rãi và các thành tựu của Ủy hội châu Âu có thể được tìm thấy trong từng chi tiết trên trang web chính thức của Ủy hội. Tóm lại, Ủy hội châu Âu làm việc trong các lĩnh vực sau:
- Bảo vệ pháp quyền, tạo thuận lợi cho việc hợp tác pháp lý thông qua khoảng 200 công ước và hiệp ước khác, trong đó có các văn kiện hàng đầu như Công ước về tội phạm mạng Internet, Công ước phòng chống khủng bố của Ủy hội châu Âu, Công ước chống tham nhũng và tội phạm có tổ chức, Công ước về hành động chống buôn người, và Công ước về nhân quyền và y sinh học.[6]
- Ủy ban các chuyên gia về khủng bố (Committee of Experts on Terrorism, viết tắt là CODEXTER), được lập ra để điều phối các biện pháp chống khủng bố
- Ủy ban châu Âu về hiệu quả Tư pháp (CEPEJ)
- Bảo vệ nhân quyền, đặc biệt thông qua:
  - Công ước châu Âu về Nhân quyền
  - Ủy ban phòng chống Tra tấn của châu Âu
  - Công ước về hành động chống buôn người[7]
  - Công ước về bảo vệ các Trẻ em chống việc lạm dụng và khai thác tình dục[8]
  - các quyền xã hội trong Hiến chương xã hội châu Âu
  - các quyền ngôn ngữ trong Hiến chương châu Âu về ngôn ngữ địa phương hoặc của dân tộc thiểu số
  - các quyền của người thiểu số trong Công ước khung cho việc bảo vệ các dân tộc thiểu số
  - Tự do báo chí trong điều 10 của Công ước châu Âu về Nhân quyền và Công ước châu Âu về Truyền hình xuyên biên giới
- Bảo vệ dân chủ qua việc kiểm soát nghị viện và giám sát các cuộc bầu cử bởi Hội đồng nghị viện cũng như giúp đỡ các cải cách dân chủ, đặc biệt bởi Ủy ban châu Âu về Dân chủ qua Luật pháp (cũng gọi là Ủy ban Venezia).
- Khuyến khích hợp tác văn hóa và đa dạng theo Công ước văn hóa năm 1954 của Ủy hội châu Âu và nhiều công ước về bảo vệ di sản văn hóa cũng như thông qua Trung tâm Ngôn ngữ hiện đại của Ủy hội ở Graz, Áo, và Trung tâm Bắc-Nam ở Lisboa, Bồ Đào Nha.
- Khuyến khích quyền được giáo dục theo Điều 2 của Nghị định thư đầu tiên của Công ước châu Âu về Nhân quyền và nhiều công ước về việc công nhận việc học và các bằng cấp đại học.
- Khuyến khích nền thể thao ngay thẳng (fair sport) thông qua Công ước Anti-Doping (Chống sử dụng thuốc kích thích)[9] và Công ước chống bạo hành khán giả.[10]
- Khuyến khích các giao lưu giới trẻ châu Âu và hợp tác thông qua các Trung tâm giới trẻ ở Strasbourg và Budapest, Hungary.
- Làm thăng tiến chất lượng thuốc chữa bệnh trên toàn châu Âu bởi Ban giám đốc châu Âu về chất lượng thuốc chữa bệnh và Dược điển châu Âu của Ủy hội.

## Các thiết chế

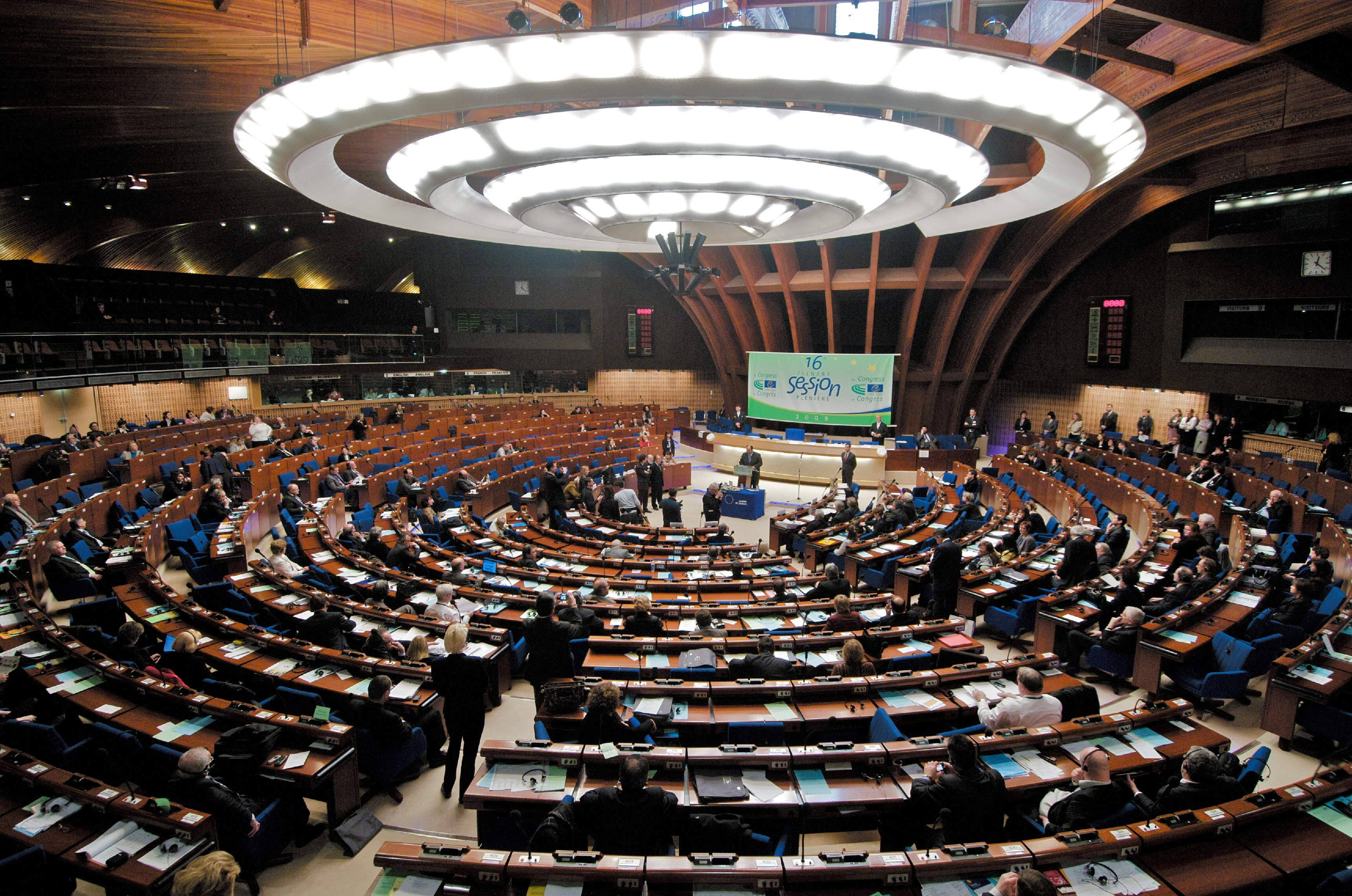
Phòng bán nguyệt của Hội đồng nghị viện

Các thiết chế của Ủy hội châu Âu gồm:
- Tổng thư ký, người được Hội đồng nghị viện bầu cho một thời hạn 5 năm, lãnh đạo Nha thư ký của Ủy hội châu Âu. Tổng thư ký hiện nay là cựu thủ tướng Na Uy, Thorbjørn Jagland, nhậm chức từ ngày 1.10.2009.[11]
- Ủy ban bộ trưởng, gồm các bộ trưởng ngoại giao của tất cả 47 nước thành viên, được thay mặt bởi các Đại diện thường trực và đại sứ của họ bên cạnh Ủy hội châu Âu. Chức chủ tịch của Ủy ban bộ trưởng được đảm nhiệm luân phiên mỗi 6 tháng theo thứ tự mẫu tự tiếng Anh: Thổ Nhĩ Kỳ 11/2010-05/2011, Ukraina 05/2011-11/2011, Vương quốc Anh 11/2011-05/2012, Albania 05/2012-11/2012, Andorra 11/2012-05/2013, Armenia 05/2013-11/2013, Áo 11/2013-05/2014 v v...
- Hội đồng nghị viện (PACE), gồm các nghị sĩ quốc hội của mọi nước thành viên. Hội đồng này bầu một chủ tịch cho nhiệm kỳ 1 năm, với khả năng có thể tái ứng cử cho năm sau. Tháng Giêng năm 2010, Mevlüt Çavuşoğlu của Thổ Nhĩ Kỳ được bầu làm chủ tịch Hội đồng nghị viện. Các đoàn đại biểu nghị sĩ quốc gia trong Hội đồng nghị viện phải phản ánh hình ảnh chính trị của nghị viện quốc gia mình, tức bao gồm chính phủ và các đảng đối lập.

Hội đồng nghị viện bổ nhiệm các thành viên làm báo cáo viên với nhiệm vụ chuẩn bị các báo cáo Hội đồng nghị viện về các chủ đề cụ thể. Nghị sĩ Anh Sir David Maxwell-Fyfe là báo cáo viên về việc soạn thảo Công ước châu Âu về Nhân quyền. Các báo cáo của Dick Marty về bí mật các nơi giam giữ tù nhân và các chuyến bay bí mật của CIA ở châu Âu trở nên khá nổi tiếng trong năm 2007. Các báo cáo viên khác là phương tiện đem lại - ví dụ - việc bãi bỏ hình phạt tử hình ở châu Âu, tình trạng chính trị và nhân quyền ở Chechnya, các người mất tích ở Belarus, tự do ngôn luận trên báo chí và nhiều vấn đề khác.
- "Đại hội viên chức chính quyền địa phương và vùng của châu Âu" (Congress of Local and Regional Authorities of Europe) được thành lập năm 1994 gồm các đại diện chính trị từ các viên chức chính quyền địa phương và vùng trong mọi nước thành viên. Các công cụ có ảnh hưởng lớn nhất của Ủy hội châu Âu trong lãnh vực này là Công ước châu Âu về Tự trị địa phương năm 1985 và Hiệp định khung châu Âu về hợp tác xuyên biên giới giữa các cộng đồng lãnh thổ hoặc các chính quyền năm 1980.
- Tòa án Nhân quyền châu Âu, được thành lập theo Công ước châu Âu về Nhân quyền năm 1950, gồm mỗi nước thành viên một thẩm phán được Hội đồng nghị viện bầu chọn cho nhiệm kỳ 6 năm có thể được tái cử và được lãnh đạo bởi một chủ tịch Tòa án được bầu ra. Từ năm 2007, thấm phán Jean-Paul Costa người Pháp đảm nhiệm chức chủ tịch Tòa án này. Theo Nghị định thư mới số 14 của Công ước châu Âu về Nhân quyền, thì nhiệm kỳ của các thẩm phán sẽ là 9 năm và không được tái cử. Việc phê chuẩn Nghị định thư số 14 bị Nga hoãn nhiều năm, nhưng đã được phê chuẩn trong tháng 1 năm 2010.
- Ủy viên Nhân quyền, được lập ra năm 1999, do Hội đồng nghị viện bầu chọn cho nhiệm kỳ 6 năm không được tái cử. Chức này do Thomas Hammarberg người Thụy Điển giữ từ năm 2006.
- Các tổ chức phi chính phủ có thể tham gia Hội nghị các Tổ chức phi chính phủ của Ủy hội châu ÂuConference of INGOs., theo Nghi quyết số 8 (2003) của Ủy ban Bộ trưởng ngày 19.11.2003.
- Các phòng thông tin của Ủy hội châu tại nhiều nước thành viên.

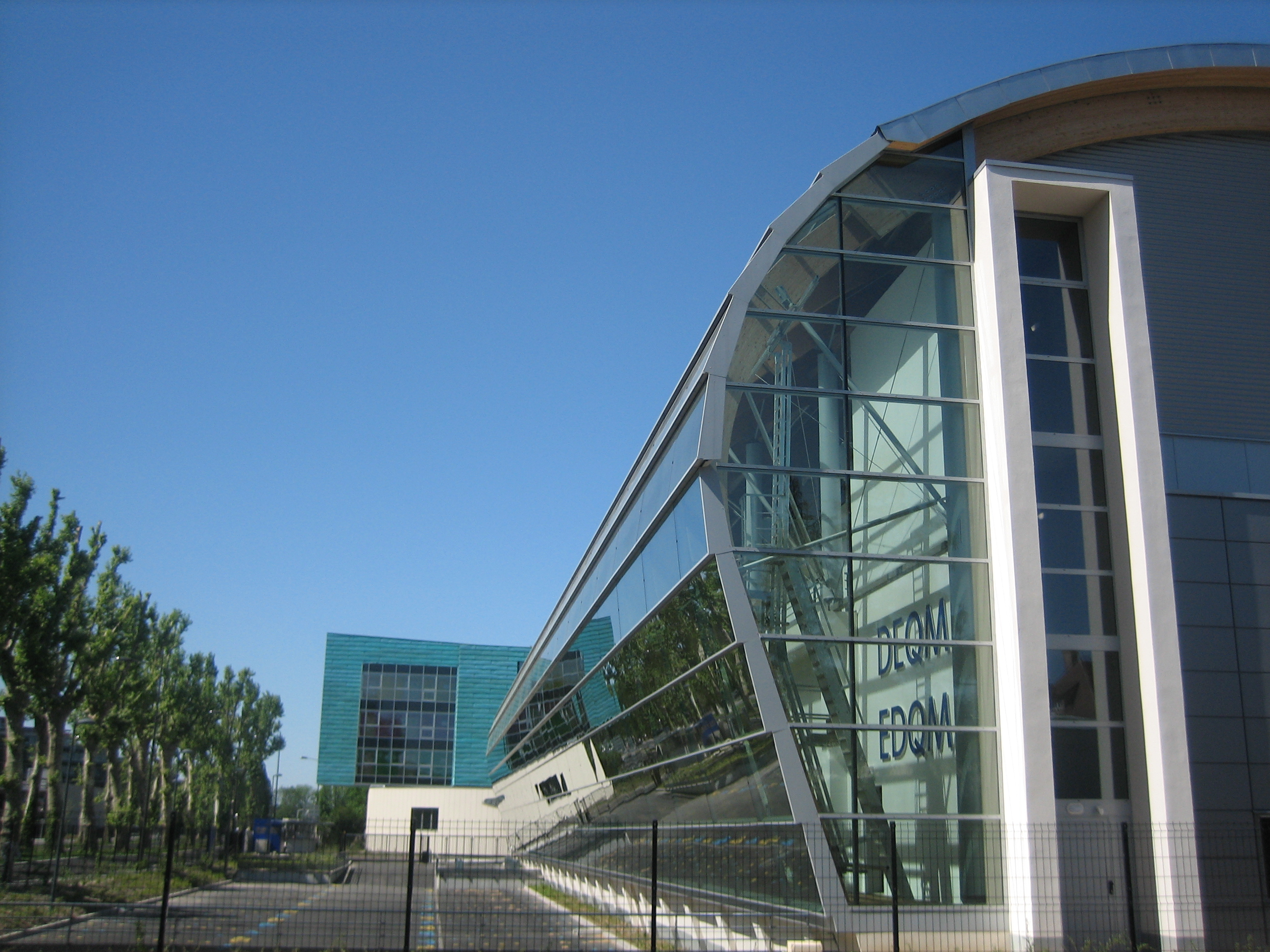
Nha giám đốc châu Âu về chất lượng thuốc chữa bệnh.

Hệ thống Ủy hội châu Âu cũng bao gồm một số cơ cấu nửa-tự trị được gọi là "Các thỏa thuận từng phần" (Partial Agreement), một số cơ cấu này cũng mở ra cho các nước không phải là thành viên: 
- Ngân hàng Phát triển của Ủy hội châu Âu ở Paris
- Nha giám đốc châu Âu về chất lượng thuốc chữa bệnh và Dược điển châu Âu
- Đài quan sát thính thị châu Âu
- Quỹ hỗ trợ châu Âu Eurimages cho việc hợp tác sản xuất và phân phối phim
- Nhóm Pompidou - Nhóm hợp tác chống lạm dụng và buôn bán ma túy bất hợp pháp
- Ủy ban châu Âu về Dân chủ qua Luật pháp (cũng gọi là Ủy ban Venezia)
- Nhóm các nước chống tham nhũng (GRECO)
- Major Hazards Agreement (EUR-OPA) một cương lĩnh về hợp tác giữa các nước châu Âu và Nam Địa Trung Hải trong lãnh vực thảm họa thiên nhiên và tai họa kỹ thuật lớn.
- Thỏa hiệp mở rộng từng phần về Thể thao, dành cho các nước và các Hiệp hội thể thao.[12]
- Trung tâm Bắc-Nam của Ủy hội châu Âu ở Lisboa (Bồ Đào Nha)
- Trung tâm Ngôn ngữ hiện đại ở Graz (Áo)

### Cơ quan đầu não và các tòa nhà

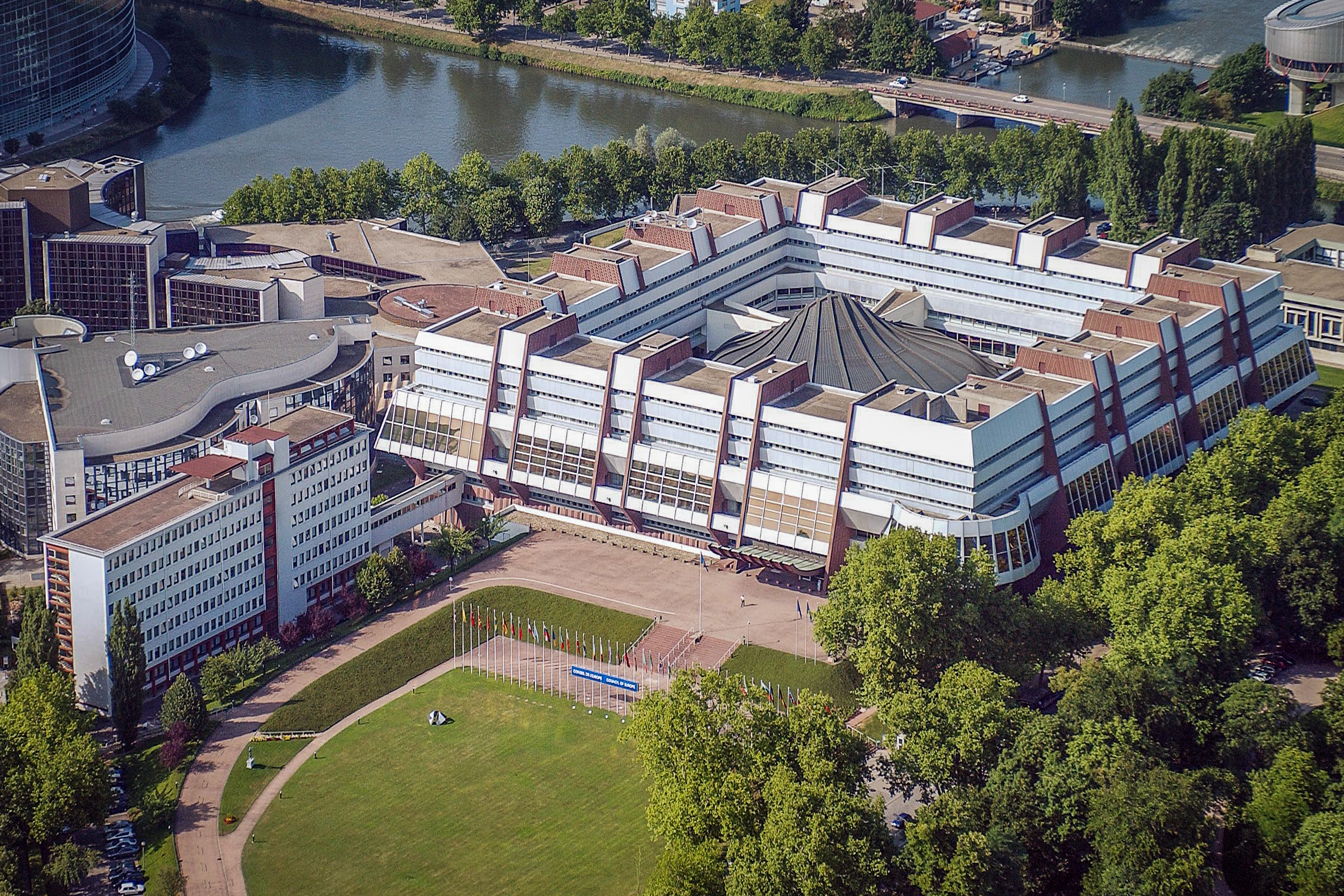
Dinh châu Âu ở Strasbourg chụp từ trên không

Trụ sở của Ủy hội châu Âu đặt ở thành phố Strasbourg, Pháp. Các cuộc họp đầu tiên được tổ chức ở Dinh Đại học Strasbourg năm 1949, nhưng Ủy hội châu Âu đã sớm dọn vào các tòa nhà riêng của mình. Tám tòa nhà chính của Ủy hội châu Âu nằm trong Quartier européen (Khu châu Âu), một khu vực ở tây bắc thành phố Strasbourg bao trùm 3 quận Le Wacken, La Robertsau và Quartier de l'Orangerie, nơi cũng có 4 tòa nhà của Trụ sở của Nghị viện châu Âu ở Strasbourg, cơ quan đầu não Arte và trụ sở của Viện Nhân quyền quốc tế.
Việc xây dựng ở khu vực này bắt đầu từ năm 1949 bằng công trình xây dựng trước của Dinh châu Âu, là Nhà châu Âu (phá đi năm 1977), và đã tạm kết thúc trong năm 2007 với sự khai trương Tòa nhà Tổng Văn phòng mới trong năm 2008. Dinh châu Âu và Biệt thự Nghệ thuật mới Schutzenberger (trụ sở của Đài quan sát thính thị châu Âu) nằm trong quận vườn Cam (Orangerie district), còn Tòa án Nhân quyền châu Âu, Nha giám đốc châu Âu về chất lượng thuốc chữa bệnh và Tòa nhà Agora nằm ở quận Robertsau. Tòa nhà Agora đã được bầu chọn là "Trung tâm thương mại quốc tế tốt nhất của dự án địa ốc 2007" ngày 13.3.2008, tại MIPIM 2008. Trung tâm thanh niên châu Âu nằm ở quận Wacken.
Ngoài đại bản doanh ở Strasbourg, Ủy hội châu Âu cũng có mặt ở các thành phố và các quốc gia khác. Ngân hàng Phát triển của Ủy hội châu Âu có trụ sở ở Paris, Trung tâm Bắc-Nam của Ủy hội châu Âu nằm ở Lisboa, Bồ Đào Nha, còn Trung tâm Ngôn ngữ hiện đại nằm ở Graz, Áo. Có các Trung tâm thanh niên châu Âu ở Budapest, Hungary, và ở Strasbourg. Trung tâm Wergeland châu Âu, một trung tâm phương tiện mới về giáo dục đối thoại liên văn hóa, nhân quyền và quyền công dân dân chủ, hoạt động trong sự hợp tác với chính phủ Na Uy được mở tại Oslo, Na Uy trong tháng 2 năm 2009.
Ủy hội châu Âu có các văn phòng ở Albania, Armenia, Azerbaijan, Bosna và Hercegovina, Gruzia, Moldova, Montenegro, Serbia và Ukraina; các phòng thông tin ở Albania, Armenia, Azerbaijan, Bulgaria, Cộng hòa Séc, Estonia, Gruzia, Hungary, Latvia, Litva, Moldova, Ba Lan, România, Liên bang Nga, Slovakia, Slovenia, Cộng hòa Macedonia và Ukraina; cùng một văn phòng dự án ở Thổ Nhĩ Kỳ. Tất cả các văn phòng trên đều là các cơ sở của Ủy hội châu Âu và các cơ sở này có chung tư cách pháp nhân với các đặc quyền và các quyền miễn trừ.
Do thiếu hụt ngân sách liên tục, Ủy hội châu Âu dự kiến sẽ cắt giảm đáng kể các hoạt động của mình, và do đó (cắt giảm) số nhân viên, từ năm 2011. Điều này sẽ ảnh hưởng đáng kể tới nền kinh tế của thành phố Strasbourg, nơi có tổng số 2.321 người (ngày 1 tháng 1 năm 2010) đang làm việc hưởng lương của Ủy hội châu Âu. Phần lớn các văn phòng ở nước ngoài dự kiến cũng sẽ bị đóng cửa 
.

## Các biểu tượng
Từ năm 1955, Ủy hội châu Âu lập ra và sử dụng lá Cờ châu Âu nổi tiếng làm biểu tượng chính thức của mình. Lá cờ này có 12 ngôi sao vàng nằm thành vòng tròn trên nền cờ màu xanh da trời, và bản quốc ca châu Âu dựa trên Khải hoàn ca trong phần kết thúc của Bản giao hưởng số 9 của Ludwig van Beethoven từ năm 1972.
Ngày 5.5.1964, kỷ niệm 15 năm thành lập, Ủy hội châu Âu đã lấy ngày 5 tháng 5 hàng năm là ngày châu Âu.
Mặc dù được bảo vệ bởi luật tác quyền, nhưng việc sử dụng cờ châu Âu ở nơi công cộng cũng như tư gia được khuyến khích để tượng trưng hóa một tầm cỡ châu Âu. Để tránh lẫn lộn với Liên minh châu Âu sau đó cũng chọn cùng lá cờ này làm biểu tượng trong thập niên 1980, cũng như các thiết chế châu Âu khác, Ủy hội châu Âu thường sử dụng một phiên bản đã sửa đổi với một chữ 'e' nhỏ (đối diện với các chữ lớn) ở giữa các ngôi sao, được coi như "Logo của Ủy hội châu Âu".

## Chức thành viên
Ủy hội châu Âu được thành lập ngày 5.5.1949 bởi các nước Bỉ, Đan Mạch, Pháp, Ireland, Ý, Luxembourg, Hà Lan, Na Uy, Thụy Điển và Vương quốc Anh. Hai nước Hy Lạp và Thổ Nhĩ Kỳ gia nhập 3 tháng sau, còn Iceland và Đức thì gia nhập năm sau. Hiện nay Ủy hội có 47 nước thành viên, trong đóMontenegro là nước gia nhập sau chót.
Điều 4 của quy chế Ủy hội châu Âu định rõ là chức thành viên được mở ngỏ cho bất cứ quốc gia châu Âu nào. Điều này đã được giải thích cách tùy tiện ngay từ đầu (khi Thổ Nhĩ Kỳ được thâu nhận) là sẽ thâu nhận mọi nước giáp giới hay có một phần lãnh thổ thuộc châu Âu.
Kết quả là, gần như tất cả các nước châu Âu đều gia nhập Ủy hội châu Âu - ngoại trừ Belarus, Kazakhstan (vấn đề nhân quyền), thành Vatican (nước thần quyền) và các quốc gia chưa được nhiều nước công nhận.

### Danh sách các nước thành viên Ủy hội châu Âu
| Cờ                                      | Nước                 | Ngày gia nhập           |
| --------------------------------------- | -------------------- | ----------------------- |
| Bỉ                                      | Bỉ                   | Nước sáng lập           |
| Đan Mạch                                | Đan Mạch             | Nước sáng lập           |
| Pháp                                    | Pháp                 | Nước sáng lập           |
| Cộng hòa Ireland                        | Ireland              | Nước sáng lập           |
| Ý                                       | Ý                    | Nước sáng lập           |
| Luxembourg                              | Luxembourg           | Nước sáng lập           |
| Hà Lan                                  | Hà Lan               | Nước sáng lập           |
| Na Uy                                   | Na Uy                | Nước sáng lập           |
| Thụy Điển                               | Thụy Điển            | Nước sáng lập           |
| Vương quốc Liên hiệp Anh và Bắc Ireland | Vương quốc Anh       | Nước sáng lập           |
| Hy Lạp                                  | Hy Lạpa, e           | 9.8.1949                |
| Thổ Nhĩ Kỳ                              | Thổ Nhĩ Kỳa          | 9.8.1949                |
| Iceland                                 | Iceland              | 7.3.1950                |
| Đức                                     | Đứcb                 | 13.7.1950               |
| Áo                                      | Áo                   | 16.4.1956               |
| Cộng hòa Síp                            | Síp                  | 24.5.1961               |
| Thụy Sĩ                                 | Thụy Sĩ              | 6.5.1963                |
| Malta                                   | Malta                | 29.4.1965               |
| Bồ Đào Nha                              | Bồ Đào Nha           | 22.9.1976               |
| Tây Ban Nha                             | Tây Ban Nha          | 24.11.1977              |
| Liechtenstein                           | Liechtenstein        | 23.11.1978              |
| San Marino                              | San Marino           | 16.11.1988              |
| Phần Lan                                | Phần Lan             | 5.5.1989                |
| Hungary                                 | Hungary              | 6.11.1990               |
| Tiệp Khắc                               | Tiệp Khắc            | 21.01.1991 – 31.12.1992 |
| Ba Lan                                  | Ba Lan               | 26.11.1991              |
| Bulgaria                                | Bulgaria             | 7.5.1992                |
| Estonia                                 | Estonia              | 14.5.1993               |
| Litva                                   | Litva                | 14.5.1993               |
| Slovenia                                | Slovenia             | 14.5.1993               |
| Séc                                     | Cộng hòa Séc         | 30.6.1993               |
| Slovakia                                | Slovakia             | 30.6.1993               |
| România                                 | România              | 7.10.1993               |
| Andorra                                 | Andorra              | 10.11.1994              |
| Latvia                                  | Latvia               | 10.2.1995               |
| Albania                                 | Albania              | 13.7.1995               |
| Moldova                                 | Moldova              | 13.7.1995               |
| Cộng hòa Macedonia                      | Macedoniac           | 9.11.1995               |
| Ukraina                                 | Ukraina              | 9.11.1995               |
| Nga                                     | Nga                  | 28.2.1996               |
| Croatia                                 | Croatia              | 6.11.1996               |
| Gruzia                                  | Gruzia               | 27.4.1999               |
| Armenia                                 | Armenia              | 25.01.2001              |
| Azerbaijan                              | Azerbaijan           | 25.01.2001              |
| Bosna và Hercegovina                    | Bosna và Hercegovina | 24.4.2002               |
| Serbia                                  | Serbiad              | 3.4.2003                |
| Monaco                                  | Monaco               | 5.10.2004               |
| Montenegro                              | Montenegro           | 11.5.2007               |

## Việc hợp tác

### Các nước không thành viên

Council of Europe members
Non-members invited to sign conventions

Ủy hội châu Âu làm việc chủ yếu thông qua các công ước. Bằng việc thảo ra các công ước hoặc hiệp ước quốc tế, các tiêu chuẩn pháp lý chung đã được đặt ra cho các nước thành viên. Tuy nhiên, nhiều công ước cũng đã mở ngỏ cho các nước không thành viên ký kết. Các công ước quan trọng như Công ước về tội phạm trên mạng Internet (đã được Canada, Nhật Bản, Nam Phi và Hoa Kỳ ký), Công ước Lisboa về việc công nhận các thời kỳ học tập và các cấp bằng đại học (đã được Úc, Belarus, Canada, Tòa Thánh, Israel, Kazakhstan, Kyrgyzstan, New Zealand và Hoa Kỳ ký), Công ước chống sử dụng chất kích thích (doping) trong thể thao (đã được Úc, Belarus, Canada và Tunisia ký) và Công ước về bảo tồn động vật hoang dã châu Âu và các nơi cư trú tự nhiên (Convention on the Conservation of European Wildlife and Natural Habitats) (đã được Burkina Faso, Maroc, Tunisia và Sénégal cũng như Cộng đồng châu Âu ký). Các nước không thành viên cũng tham gia nhiều thỏa ước từng phần, chẳng hạn như Ủy ban Venezia, Nhóm các nước chống tham nhũng GRECO, Ủy ban Dược điển châu Âu và Trung tâm Bắc-Nam.
Các lời mời ký kết và phê chuẩn các công ước liên quan của Ủy hội châu Âu trên cơ sở từng trường hợp một, được gửi đến ba nhóm các nước không thành viên:
- Các nước ngoài châu Âu: Algérie, Argentina, Australia, Bahamas, Bolivia, Brasil, Burkina Faso, Chile, Trung Quốc, Colombia, Costa Rica, Cộng hòa Dominica, Ecuador, El Salvador, Honduras, Hàn Quốc, Kyrgyzstan, Liban, Malaysia, Mauritius, Maroc, New Zealand, Panama, Peru, Philippines, Sénégal, Nam Phi, Syria, Tajikistan, Tonga, Trinidad và Tobago, Tunisia, Uruguay, Venezuela và các nước quan sát viên Canada, Israel, Nhật Bản, México, Hoa Kỳ.
- Các nước châu Âu: Kazakhstan, Belarus và nước quan sát viên thành Vatican.
- Cộng đồng châu Âu và sau này là Liên minh châu Âu sau khi tư cách pháp nhân của nó được thiết lập bởi việc phê chuẩn Hiệp ước Lisboa của Liên minh châu Âu.

### Liên minh châu Âu

#### Các quan hệ tổng quát giữa Ủy hội châu Âu và Liên minh châu Âu
Như đã nói ở phần dẫn nhập, điều quan trọng là phải hiểu rõ, không thể lẫn lộn Ủy hội châu Âu với Hội đồng châu Âu hoặc Hội đồng bộ trưởng của Liên minh châu Âu. Các thiết chế này thuộc Liên minh châu Âu, tách biệt với Ủy hội châu Âu, mặc dù chúng cùng chung lá cờ và quốc ca châu Âu từ thập niên 1980, bởi chúng cũng làm việc cho sự hội nhập châu Âu.
Sự hợp tác giữa Liên minh châu Âu và Ủy hội châu Âu mới đây đã được tăng cường, nhất là về văn hóa, giáo dục cũng như việc buộc phải tuân thủ công lý và nhân quyền trên bình diện quốc tế.
Liên minh châu Âu được mong đợi sẽ gia nhập Công ước châu Âu về Nhân quyền. Cũng có những lo ngại về sự nhất quán trong quyền xét xử - các Tòa án Tư pháp châu Âu (tòa án của EU ở Luxembourg) coi Công ước này như một phần của hệ thống pháp luật của tất cả các quốc gia thành viên Liên minh châu Âu nhằm ngăn chặn sự xung khắc giữa các phán quyết của mình và phán quyết của Tòa án Nhân quyền châu Âu (tòa án ở Strasbourg nơi giải thích Công ước). Nghị định thư số 14 của Công ước được lập ra để cho phép Liên minh châu Âu gia nhập Công ước này và Hiệp ước Lisboa của Liên minh châu Âu có một nghị định thư buộc Liên minh châu Âu tham gia. Liên minh châu Âu do đó sẽ bị buộc phải tuân theo luật nhân quyền của Công ước và sự giám sát bên ngoài giống như các nước thành viên của mình hiện nay.

### Liên Hợp Quốc
Ủy hội châu Âu có cương vị quan sát viên ở Liên Hợp Quốc và thường xuyên có đại diện ở Đại hội đồng Liên Hợp Quốc. Ủy hội đã tổ chức các hội nghị khu vực của Liên Hợp Quốc về chống phân biệt chủng tộc và về phụ nữ cùng hợp tác với Liên Hợp Quốc ở nhiều cấp độ, đặc biệt trong các lĩnh vực nhân quyền, dân tộc thiểu số, di cư và chống khủng bố.

### Các tổ chức phi chính phủ
Các tổ chức phi chính phủ có thể tham dự Hội nghị quốc tế các tổ chức phi chính phủ của Ủy hội châu Âu và trở thành các quan sát viên tại các Ủy ban chuyên gia liên chính phủ (inter-governmental committees of experts). Ủy hội đã thảo ra Công ước châu Âu về công nhận tư cách pháp nhân của các tổ chức quốc tế phi chính phủ trong năm 1986, nhằm đặt cơ sở pháp lý cho sự tồn tại và việc làm của các tổ chức phi chính phủ ở châu Âu. Điều 11 của Công ước châu Âu về Nhân quyền bảo vệ quyền tự do lập hội, đây cũng là quy tắc cơ bản cho các tổ chức phi chính phủ. Các quy tắc về cương vị tư vấn dành cho các tổ chức quốc tế phi chính phủ, được bổ sung vào Nghị quyết (93) 38: "Về mối quan hệ giữa Ủy hội châu Âu và các tổ chức quốc tế phi chính phủ", được thông qua bởi Ủy ban bộ trưởng vào ngày 18 tháng 10 năm 1993 tại cuộc họp lần thứ 500 của các đại biểu của Bộ trưởng.
Ngày 19.11.2003 Ủy ban bộ trưởng đã đổi cương vị tư vấn thành cương vị tham gia (Resolution Res (2003)8) "coi như cần thiết là các quy tắc chi phối các quan hệ giữa Ủy hội châu Âu và các tổ chức quốc tế phi chính phủ tự biến đổi để phản ánh việc tham gia tích cực của các tổ chức quốc tế phi chính phủ vào chính sách và chương trình làm việc của tổ chức".